# Clash of Clans
Clash of Clans, también conocido como CoC , es un videojuego de estrategia y de construcción de aldeas en línea, para dispositivos móviles con plataformas de iOS y Android. Fue desarrollado por Supercell y lanzado para dispositivos iOS el 2 de agosto del 2012, y el 8 de octubre para dispositivos Android. Requiere acceso a Internet para utilizarlo. En este mismo juego se basó Clash Royale.

## Funcionalidad
Clash of Clans es un videojuego de estrategia multijugador en el que el usuario debe construir una aldea (en una cuadrícula de 44x44), donde tendrá  que administrar recursos, construir y mejorar una amplia variedad de edificios, entrenar tropas, elaborar hechizos, y atacar a otras aldeas de jugadores en línea o participar en una campaña de un jugador en la que luchará contra aldeas prediseñadas, con la finalidad de obtener tres tipos de recursos: oro, elixir y elixir oscuro; útiles para la expansión de la aldea. Al mismo tiempo, el usuario puede crear o unirse a un clan, donde podrá interactuar con otros jugadores y participar en eventos como las "Guerras de Clanes", los "Juegos del Clan" y las "Ligas de Guerras de clanes". Estas nuevas dinámicas en el juego sirven para mejorar y comprar nuevas habilidades de los héroes de la aldea: el Rey Bárbaro, la Reina Arquera, el Gran Centinela, el Príncipe Esbirro y la Luchadora Real. 
Actualmente el videojuego cuenta con 3 aldeas: la aldea principal, la aldea del constructor y la capital del clan. 

### Estructuras
Los edificios hacen que la aldea crezca pero construirlos y mejorarlos requiere oro, elixir o elixir oscuro. Algunos pueden costar gemas, como lo es la choza de constructor o los ayudantes de laboratorio y construcción y el alquimista. El Ayuntamiento es el principal edificio, y de su mejora dependerá la construcción de los demás edificios, una vez alcanzado el máximo de mejoras de las estructuras del nivel del Ayuntamiento, es necesario aumentar su nivel para así poder mejorar más. Tras las múltiples actualizaciones, el Ayuntamiento pasó a formar parte de una gran parte del almacenamiento y también de la defensa, pues cuenta con defensas que aparecen a partir del Ayuntamiento nivel 12.
Hay cuatro tipos de estructuras:
- Ejército: Incluye todos los edificios que tienen relación con el ataque (cuarteles, fábricas de hechizos, altares...)

- Recursos: Incluye los edificios que permiten la obtención de recursos. Las chozas del constructor también vienen incluidas.

- Defensas: Estas estructuras permiten realizar daño a los atacantes. Incluye, por ejemplo, cañones, muros y morteros.

- Trampas: Estas estructuras no requieren tiempo para construirse y no son visibles cuando te ataquen en las batallas.

### Tropas
Hay 2 tipos de tropas, dependiendo de que recurso se utilice para mejorarlas:
Tropas de elixir
• Bárbaro
• Arquera
• Gigante
• Duende
• Rompemuros
• Globo bombástico
• Mago
• Curandera
• Dragón 
• P.E.K.K.A
• Bebé dragón
• Minero
• Dragón eléctrico
• Yeti
• Montadragones
• Titánide eléctrica
• Druida salvaje
• Lancero
• Horno
Tropas de elixir oscuro
• Esbirro
• Montapuercos
• Valquiria
• Gólem
• Bruja
• Sabueso de lava
• Lanzarrocas
• Gólem de hielo
• Cazadora de héroes
• Centinela aprendiz
• Druida
Héroes
- Rey Bárbaro
- Reina Arquera
- Príncipe Esbirro
- Gran Centinela
- Luchadora real

## Aldea del constructor
La aldea del constructor fue introducida por Supercell en la actualización de abril de 2017. Con esta nueva aldea, los jugadores podían reparar un barco en la aldea principal, para acceder a una "aldea nocturna" dirigida por el constructor. La introducción de esta aldea generó nuevas dinámicas y desafíos dentro del juego. La Aldea del Constructor ha experimentado muchas diversas actualizaciones, en las que se incluye la versión 2.0 que introdujo cambios pues dividía la aldea en dos, potenciada por el Puesto de O.T.T.O, atravesando de una parte principal a otra por un portal.
Esta aldea introduce nuevas defensas que no existen en la aldea principal:
Estructuras
- Machacador
- Puesto de Guardia
- Bombas aéreas
- Pirotecnia
- Cañón gigante
- Mina
- Megamina
- Máquina bélica
- Mina de gemas
- Carbonizador
- Torre del reloj
- Choza curativa
- Helicóptero de batalla
- Controles de B.O.B.
- Megatorre tesla
- Trampa de empuje

En este modo de juego, a diferencia del resto de aldeas. las tropas cuentan con habilidades especiales que pueden ser de un solo uso o que se recarguen pasado un cierto tiempo.
Tropas
- Bárbaro enfurecido
- Arquera furtiva
- Gigante boxeador
- Esbirro beta
- Bombardero
- Bebé dragón
- Cañón con ruedas
- Bruja nocturna
- Globo esquelético
- Aeropuerco
- Mago electroígneo

## Capital del clan
La Capital del clan se instrodujo en la actualización de abril de 2022. Este modo de juego permitía a los miembros del clan formar parte de una "mega-aldea" de la que todos forman parte y colaboran para ir avanzando y desbloqueando nuevos niveles y funcionamientos de la aldea.
Además, introduce una nueva modalidad de juego en la que cada fin de semana los jugadores que formen parte de un clan podrán realizar asaltos a otras capitales del clan enemigas. Según sus resultados y cantidad de ataques, los jugadores obtendrán una serie de recompensas.

## Competiciones profesionales
Clash of Clans es uno de los juegos más descargados del mundo, cuenta con más de 800 millones de descargas en la google play store. En 2018 se posicionó como la 4ª aplicación más descargada en la app store y la 7ª en la google play store.Dada su popularidad y su rápido crecimiento aparecieron muchos creadores de contenido y jugadores profesionales, en 2019 comenzó a organizarse el Campeonato Mundial de Clash of Clans, donde los mejores jugadores del mundo del videojuego se reunieron en Hamburgo, Alemania para competir por una bolsa de premios de 1.000.000 USD. Posterior a ese campeonato, se celebraron mundiales en 2020 y 2021 de forma virtual debido al COVID-19, competiciones que tenían como premio 730.000 USD y 700.000 respectivamente.En 2022 volvió a celebrarse de manera presencial en Helsinki, Finlandia y allí se ha estado celebrando de manera consecutiva hasta 2024, todos los premios a los que aspiraban los concursantes eran de 1.000.000 USD.

## Recepción
Clash of Clans ha recibido en su mayoría buenas críticas y ha sido muy exitoso para Supercell, ya que junto a sus otros juegos, Hay Day, Clash Royale y Brawl Stars la compañía finlandesa se ha embolsado aproximadamente 2.000 millones de dólares, generando 287 millones al año. En la Google Play tiene una recepción de 4,7 sobre 5 y en la App Store tiene una recepción de 4,7 sobre 5.